# Сасон, Элиягу
Элиягу Сасон (2 февраля 1902, Дамаск Сирия — 8 октября 1978, Иерусалим Израиль) — государственный деятель Израиля. Министр внутренней безопасности и министр связи Израиля. Дипломат, посланник в Турцию и Италию. Посол в Италию и Швейцарию.

## Биография
Сасон родился в 1902 году в Дамаске, Сирия (тогда Османской империи). Учился в школе в Дамаске и окончил университет Сен-Джозеф в Бейруте. В юности, начиная с 1918 года, работал в арабской газете «Аль-Хаят». В то же время занимался сионистским движением. Он написал много статей на эту тему, опубликованных на иврите в Израиле. В 1919—1920 он был вовлечен в создание и редактирование газеты «Аль-Шарк» (Восток), сионистской газеты, издаваемой в Дамаске в течение короткого периода.
В 1920 году переселился в Эрец-Исраэль. Работал разнорабочим в Израиле, был общественном лектором по ближневосточным делам, которые привели его к взаимодействию с Еврейским агентством. С 1933 по 1948 г. он возглавлял арабский отдел агентства. После образования государства Израиль был назначен директором департамента Ближнего Востока в МИД. Перед этим был членом делегации Израиля в Организации Объединенных Наций (1947—1948). В 1948 году и в 1949 году был членом израильской делегации по достижению соглашения о перемирии в конце войны за независимость с Египтом и Ливаном. Был членом израильской делегации на Лозаннской конференции, а позже возглавил делегацию (1949).
Был главой Специального бюро МИД Израиля в Париже по связям с арабами, израильским представителем в Турции (1950—1952), послом Израиля в Италии (1953—1960) и в Швейцарии (1960—1961).
В 1961 году вернулся в Израиль, чтобы присоединиться к правительству Давида Бен-Гуриона в качестве министра связи. Эту должность он также занимал в правительстве Леви Эшколя, до 1967 года, когда он был назначен министром внутренней безопасности. Во время своего пребывания в должности правительство также был избран в Кнессет и был депутатом шестого и седьмого созыва.
Сасон умер в октябре 1978 года после тяжелой болезни, из-за которой был прикован к постели в течение нескольких лет, и вынужден был уйти в отставку. Похоронен на кладбище Гар а-Менухот в Иерусалиме.